# Kořist

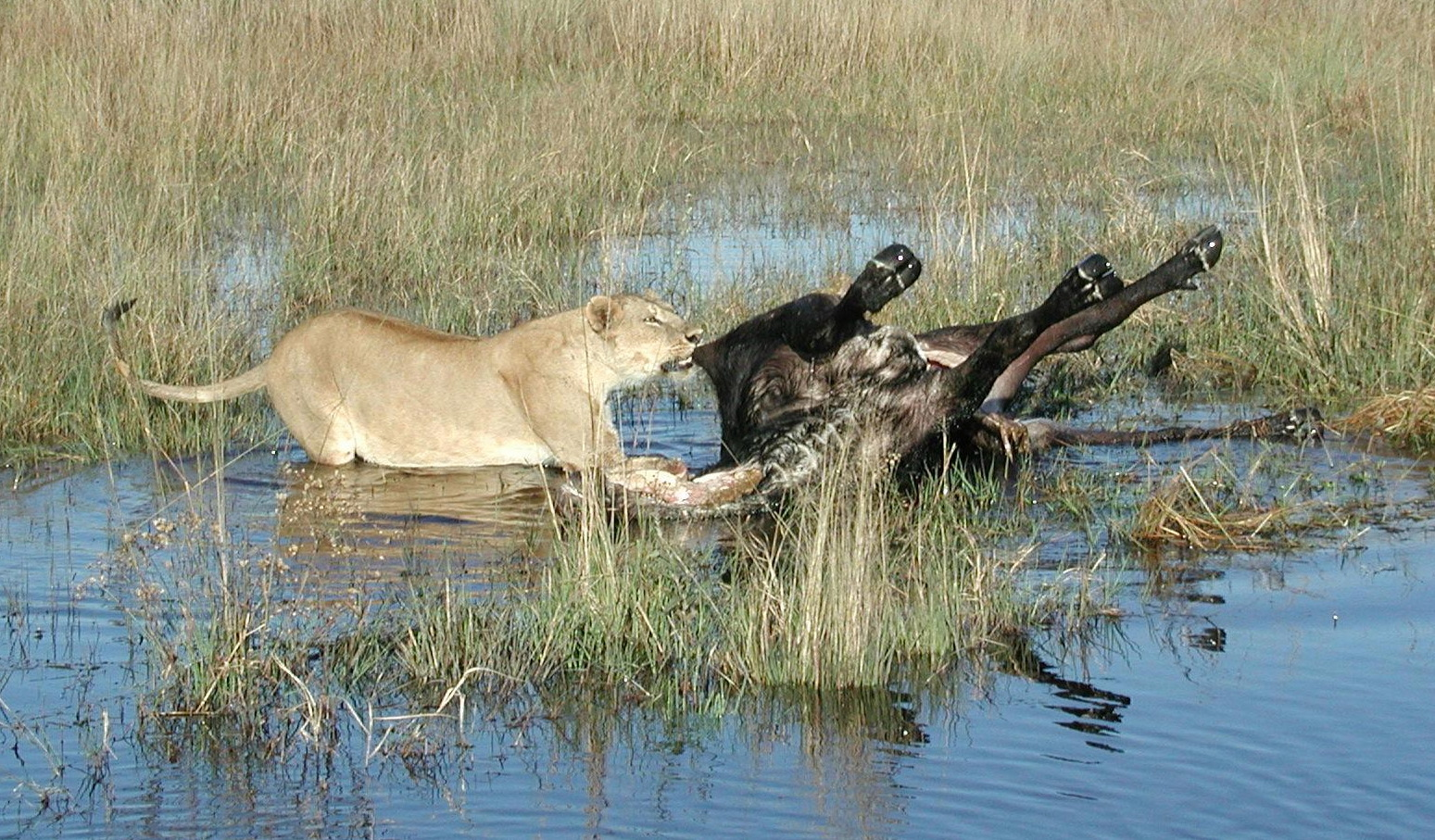
Lvice se svou kořistí

Kořist je v nejužším slova smyslu jedinec usmrcovaný a konzumovaný predátorem (dravcem). V širším slova smyslu se používá pro označení druhů, které se stávají kořistí predátorů. 
Kořist můžeme rozlišit na hlavní (predátor se zabývá hlavně jí) a příležitostnou (predátor se jí zabývá jen příležitostně nebo v čase hladu). Existuje i pojem oblíbená kořist, která se může nebo nemusí krýt s pojmem hlavní kořist (třeba oblíbená, ale velmi vzácná kořist nemůže být už z definice hlavní).
Mnoho dravců se (zejména v tundrových a subpolárních či polárních krajích, kde je výběr omezen) specializuje na jeden konkrétní druh kořisti. V takových případech na sobě docela závisí populační cykly obou druhů, které na sebe se zpožděním reagují, obvykle se přitom na základě vědeckého úzu vychází z toho, že populace dravce reaguje se zpožděním na stav populace kořisti (je to i logičtější, protože populace kořisti je více ovlivněna i dalšími okolnostmi, třeba dostatkem své potravy. U predátora je o neznámou ohledně potravy méně.) Složitější je situace, kdy má dravec širší záběr a může si například vybírat ze dvou možných druhů. Často se pak zaměřuje na ten častěji se objevující. 
Velmi zajímavý je výzkum chování kořisti v reakci na rozeznání přítomnosti predátora či zkoumání různých taktik při soubojích a honičkách predátorů s kořistí. 
Byly např. prokázány dramatické změny v chování planktonu, který si před tím v klidu lebedil v bezpečných kádích, až byla do nich přidána voda, v níž byl přítomen pach planktonožravých ryb (například z vedlejší kádě, kde tyto ryby byly). 
U některých druhů kořisti se dokonce při zjištění přítomností predátorů mění nejen chování, ale též jejich tělesná stavba či obsah chemických látek v jejich organismu.